# Слишком красивая ложь
«Слишком красивая ложь» (кор. 그녀를 믿지 마세요) — южнокорейская романтическая кинокомедия. Премьера состоялась 20 февраля 2004 года. В 2004 году за игру в этом фильме Ким Ханыль получает награду Baeksang Arts Awards (40-е вручение) в номинации лучшая актриса в фильме.

## Сюжет
Из-за курьёзного инцидента в поезде между бывшей уголовницей Ен Джу (Ким Ханыль), ехавшей на свадьбу сестры, и фармацевтом Хи Чулем (Кан Дон Вон), намеревавшемся сделать предложение своей девушке, судьбы двух незнакомых людей пересекаются забавным образом. У Хи Чуля воруют обручальное кольцо, заметив это, Ен Джу возвращает его, но опаздывает на поезд, оставив там свадебный подарок. Попытавшись вернуть кольцо его семье и возвратить свою сумку, Ен Джу попадает в необратимую череду событий, связанную с семьёй Хи Чуля и с ним самим.

## Роли исполняли
- Ким Ханыль — Джу Енджу
- Кан Донвон — Чой Хичуль
- Song Jae-ho — Hee-cheol's dad
- Kim Ji-yeong — Hee-cheol's grandma
- Ku Hye-ryeong — Hee-Cheol's aunt
- Lee Chun-hee — Youg-deok
- Nam Su-jeong — Hee-Cheol's aunt
- Lee Ju-seok — Doctor
- Lee Yeong-eun — Soo-mi
- Lim Ha-ryong — Hee-Cheol's uncle
- Myeong Ji-yeon — Hwa-sook
- Nam Sang-mi — Jae-eun
- Nam Su-jeong Hee-Cheol's aunt
- Song Jae-ho — Hee-cheol's dad
- Ryu Tae-ho — Hee-Cheol's uncle
- Kim Jae-rok — pickpocket
- Park Yong-jin — Man-Suk
- Jin kyung — Joo Young-Ok
- Son Young-soon — grandmother in front of restaurant
- Lee Mi-eun — hairdresser
- Lee Jae-gu
- Park Jae-woong
- Kwon Tae-won
- Park Geon-tae

## Критика
Рецензия-опрос веб-сайта Rotten Tomatoes показала, что 72% аудитории, оценив на 3.8 балла из 5, дали положительный отзыв о фильме.

## Перевод
Перевод и озвучивание на русский язык осуществлён любителями корейского кинематографа под такими никами  [ DeMon ] (одноголосый закадровый) по субтитрам KKKity. Релиз группы Assassins Creed. 